# Suchy Dąb
Suchy Dąb (Zugdam fino al 1945) è un comune rurale polacco del distretto di Danzica, nel voivodato della Pomerania.
Ricopre una superficie di 84,98 km² e nel 2004 contava 3 769 abitanti.